# 가상 광고
가상 광고(Virtual advertising)는 종종 스포츠 이벤트에서 라이브 또는 사전 녹화된 TV 쇼에 가상 광고 콘텐츠를 삽입하기 위해 디지털 기술을 사용하는 것이다. 이 기술은 방송사가 여러 지역에서 동일한 이벤트를 방송할 때 화면의 가상 콘텐츠로 기존의 실제 광고 패널(경기장에서)을 오버레이할 수 있도록 하는 데 자주 사용된다. 스페인 축구 경기가 멕시코 광고 이미지와 함께 멕시코에서 방송된다. 마찬가지로 경기장과 같이 규제 또는 안전상의 이유로 물리적 광고를 게재할 수 없는 스포츠 경기장 내의 빈 공간에 가상 콘텐츠를 삽입할 수 있다. 가상 광고 콘텐츠는 사진처럼 사실적이어서 시청자가 실제 경기장 내 광고를 보고 있다는 인상을 받을 수 있다.

## 역사
1980년대와 2000년대에 텔레비전과 신문 광고는 대중적인 정보 확산 형태였다. 미디어 및 마케팅 전문가인 제레미아 린우드(Jeremiah Lynwood)는 다년간의 광고 경험을 가지고 있다. '디지털 광고'에 관한 그의 책은 미국 문화 내에서 광고의 역사와 발전에 대한 그의 분석을 설명한다. 린우드는 "30년 전 소비자는 하루 평균 560개의 광고를 보았다"고 말했다. 이것은 주로 신문, 텔레비전 쇼, 휘발유 펌프 등으로 구성되었다. 그는 또한 당시 "미국 소비자들은 매일 3,000개의 광고 메시지에 노출될 수 있다"고 말했다. 그 기간 동안 일일 광고 노출은 많은 지역 및 대기업을 지원했다. 2000년대와 2010년대에 이르러 기술 발전의 증가는 많은 기업이 성장할 수 있는 새로운 기회를 창출했다. 디지털 마케팅 전문가에 따르면 대부분의 미국인은 매일 약 4,000~10,000개의 광고에 노출되는 것으로 추정된다. 휴대전화의 사용은 방송사가 언제 어디서나 소비자에게 광고를 게재할 수 있는 새로운 포털을 만들었다.

## 같이 보기
- 간접광고